# Tín Đô
Tín Đô (chữ Hán giản thể: 信都区, âm Hán Việt: Tín Đô khu) là một quận thuộc địa cấp thị Hình Đài, tỉnh Hà Bắc, Cộng hòa Nhân dân Trung Hoa. Quận này có diện tích 96 ki-lô-mét vuông, dân số 320.000 người. Mã số bưu chính của quận Tín Đô là 054000. Về mặt hành chính, quận này được chia thành 5 nhai đạo và 2 hương.
- Nhai đạo: Trung Hưng Lộ, Cương Thiết Lộ, Đạt Hoạt Tuyền, Chương Thôn, Trương Khoan.
- Hương: Nam Đại Quách, Lý Thôn